# Manuel Moreno (rugbista)
Manuel Moreno (Sevilla, 2 de septiembre de 1998) es un jugador de rugby y modelo español que juega con la selección española de rugby 7.

## Inicios y formación deportiva
Desde temprana edad, Manu mostró una inclinación por el deporte, practicando disciplinas como kárate, fútbol, vela y tenis. Su admiración por Rafael Nadal lo llevó a seguir de cerca su carrera, incluso recopilando recortes de periódico sobre él. 
Comenzó a jugar en el club Ciencias Sevilla C. R. de Sevilla. Su dedicación y talento lo llevaron a formar parte de la selección española de rugby 7, debutando en 2021 en el torneo Seven de Madrid 2021 en el Estadio Nacional Complutense.

## Carrera profesional
En 2021, Manu fue parte del equipo que logró el título de campeón europeo de rugby 7, un hito histórico para España, y repitieron la hazaña en 2022.
Durante la pandemia, mientras cursaba el cuarto año de Medicina en la Universidad de Sevilla, recibió una llamada del seleccionador Pablo Feijoo que lo motivó a retomar su carrera deportiva. Desde entonces, ha sido clave en la selección nacional, participando en la Serie Mundial Masculina de Rugby 7.
En la temporada 2024-25, Moreno fue parte fundamental del equipo que logró el subcampeonato en las Series Mundiales, consolidando a España entre las potencias emergentes del rugby internacional. 
Gracias a su notable rendimiento, fue incluido en el equipo ideal de la temporada 2024-25 de las Series Mundiales, reconocimiento que comparte con su compatriota Pol Pla y otras figuras destacadas del circuito.

## Vida personal
Manu ha ganado popularidad en redes sociales, especialmente en TikTok, donde la cuenta de la selección española de rugby 7 ha superado los 360 mil seguidores. Su carisma y presencia lo han llevado a ser imagen de marcas como Springfield y a formar parte de la agencia de modelos View Management.
Actualmente, Manu mantiene una relación con la influencer y modelo Jessica Goicoechea.